# ジェフ・ハスラー
ジェフ・ハスラー（Jeff Hassler、1991年8月21日 - ）は、メジャーリーグラグビー、オースティン・ギルグロニスに所属するラグビー選手。

## プロフィール
- カナダ・アルバータ州カルガリー出身[1]。
- ポジションはウィング(WTB)、センター(CTB)。
- 身長 178cm、体重 99kg
- U20カナダ代表に選ばれたことがある[2]。
- カナダ代表キャップは27（2021年2月現在）でワールドカップ2015・2019のカナダ代表に選ばれた[3]。
- 7人制カナダ代表に選ばれたことがある。

## 略歴
プレリーウルフパック、オスプリーズ、シアトル・シーウルブズを経て、2020年、オースティン・ギルグロニスに加入。 